# Estación de Miramas
La estación de Miramas es una estación ferroviaria francesa de la línea París - Marsella, situada en la comuna de Miramas, en el departamento de Bocas del Ródano, en la región de Provenza-Alpes-Costa Azul. Por ella transitan tanto trenes regionales, como de alta velocidad y de grandes líneas. 

## Situación ferroviaria
Situada en un nudo ferroviario, la estación se encuentra en la línea férrea París-Marsella (PK 809,280). Además, forma parte de las líneas:
- Miramas - Aviñón. Que sirve de variante a la línea férrea París-Marsella en su trazado entre ambas ciudades pasando por Salon.
- Miramas - Estaque. También conocida como línea de la Costa Azul. Al igual que la anterior sirve de variante a la línea férrea París-Marsella prolongando la anterior variante hasta Estaque.

## Historia
La estación fue abierta en 1848 con el nombre de Constantine, el mismo nombre que el barrio en la que se ubicaba. El creciente tráfico ferroviario dio lugar en 1893 a una estación de clasificación. En 1894, un decreto renombró el barrio a Miramas-Gare lo que llevó la estación a adoptar su nombre actual.  

## La estación
La estación, de diseño moderno, se compone de tres andenes y de cinco vías que se completan con varias vías de garaje. El recinto permanece abierto sin interrupción todos los días de la semana y dispone tanto de taquillas como de máquinas expendedoras de billetes.

## Servicios ferroviarios

### Alta velocidad
Los TGV que transitan por la estación cubren el siguiente trayecto:
- Línea París - Miramas.

### Grandes líneas
Los Lunéas enlazan el siguiente trayecto:
- Línea Clermont-Ferrand - Marsella

### Regionales
Los TER PACA, que forman el grueso del tráfico de la estación, recorren los siguientes trazados:
- Línea Aviñón - Marsella.
- Línea Aviñón - Miramas.
- Línea Miramas - Marsella.
- Línea Lyon - Marsella.
- Línea Marsella - Montpellier / Narbona.